# Conus leopardis
Conus leopardis é uma espécie de gastrópode do gênero Conus, pertencente a família Conidae.